# يو داباو
يو داباو (بالصينية: 于大宝) (مواليد 18 أبريل 1988 في تشينغداو) هو لاعب كرة قدم صيني يلعب مع نادي بكين غوان في دوري السوبر الصيني.

## روابط خارجية
- يو داباو على موقع قاعدة بيانات كرة القدم.إي يو (الإنجليزية)
- يو داباو على موقع ناشيونال فوتبول تيمز (الإنجليزية)
- يو داباو على موقع Soccerway.com (الإنجليزية)
- يو داباو على موقع اللجنة الأولمبية الصينية (الإنجليزية)